# Shuangjian
Shuangjian (kinesiska: 双涧)  är en köping i östra Kina. Den ligger i Mengcheng härad i staden Bozhou i provinsen Anhui,  omkring 160 kilometer norr om provinshuvudstaden Hefei. Antalet invånare är 53670. Befolkningen består av 27 200 kvinnor och 26 470 män. Barn under 15 år utgör 23,0 %, vuxna 15-64 år 67 %, och äldre över 65 år 9,0 %.